# A Matter of Time (Sennek-dal)
Az A Matter of Time (magyarul: Az idő kérdése) Sennek belga énekesnő dala, amellyel Belgiumot képviselte a 2018-as Eurovíziós Dalfesztiválon, Lisszabonban. Az énekesnőt a flamand műsorsugárzó, a VRT kérte fel a szereplésre. A versenydalt és a hozzákészült videóklipet 2018. március 5-én mutatták be.
A dalt az Eurovíziós Dalfesztiválon először május 8-án az első elődöntőben adták elő fellépési sorrendben negyedikként. A szavazás során 91 ponttal a tizenkettedik helyen végzett és így nem sikerült továbbjutnia a döntőbe.
A következő belga induló Eliot Wake Up című dala volt a 2019-es Eurovíziós Dalfesztiválon, Tel-Avivban.

## Slágerlistás helyezések

### Heti listák
| Lista (2018)                   | Legmagasabb helyezés |
| ------------------------------ | -------------------- |
| Belgium (Ultratop 50 Flanders) | 9                    |
| Belgium (Ultratip Wallonia)    | 16                   |

### Év végi listák
| Lista (2018)                | Helyezés |
| --------------------------- | -------- |
| Belgium (Ultratop Flanders) | 91       |